# Darco (Pferd)
Darco (* 12. Juni 1980; † 19. Juni 2006) war ein international erfolgreiches Springpferd. Er gilt als einer der bedeutendsten Springpferdevererber der Gegenwart.

## Abstammung
Vater des dunkelbraunen Hengstes Darco war der Hannoveraner Hengst Lugano van la Roche. Auf der Mutterseite geht Darco auf Gelderländer Pferde zurück, der Muttervater war der Holsteiner Hengst Codex.

## Sport
Darco war das Erfolgspferd des belgischen Springreiters Ludo Philippaerts, der später auch mehrere Nachkommen Darcos ritt. Philippaerts übernahm Darco, bereits zu dieser Zeit Deckhengst, fünfjährig. Er gewann in diesem Jahr das Belgische Springpferdechampionat der fünfjährigen Pferde. Mit Ludo Philippaerts nahm er an Europa- und Weltmeisterschaften sowie Weltcupfinals teil. Zudem nahmen beide an den Olympischen Spielen 1992 teil und erreichten dort den siebenten Platz in der Einzelwertung.
Aus dem Sport verabschiedet wurde Darco Ende 1993 beim großen Hallenreitturnier in Mechelen. Nach seiner Sportkarriere war Darco weiterhin als Zuchthengst aktiv. Er starb im Alter von 26 Jahren an Altersschwäche.

## Zucht
Als Vater von mehr als 3000 Pferden, von denen viele auch im Spitzensport aktiv waren oder sind, gilt Darco als einer der wichtigsten Springpferdevererber der Gegenwart. Von seinem Sterbejahr bis zum Jahr 2011 führte er die Springpferdevererber-Rangliste der World Breeding Federation for Sport Horses (WBFSH) an, erst im Jahr 2012 wurde er hier durch Rodrigo Pessoas Erfolgshengst Baloubet du Rouet verdrängt.
Bekannte Nachkommen von Darco sind unter anderem Winningmood (Reiter: Ludo Philippaerts und Luciana Diniz), Sapphire (McLain Ward), Socrates (Edwina Alexander) und Narcotique de Muze (Eric Lamaze).